# 邓大非
邓大非，中国著名青年艺术家、策展人。辽宁人，现居北京。主要作品有《神州十九号宇航员》《伤》《无敌剑》《家庭美术馆》。
毕业于中国美术学院研究生综合艺术系，是一名高校教师。以往的创作主要着力于以身体为媒介的行为录像艺术，近年来以团队合作的形式完成了系列的艺术项目。从跨越一年的家庭美术馆计划、英国的传教士计划——理雅格的记忆之宫，到策划强调以艺术教育为主题的798艺术节。邓大非游走于本土与国际之间，作品强调以艺术事件介入社会的偶发特质，在日益被权力、娱乐、媒体化的现实面前，表现出极端化的个体表达方式。并出版相关的理论书籍。

## 参展情况
- 2003年6月  《六月一日就这样开始了》艺术活动虎跑寺 杭州
- 2003年8月  《八月八日行》艺术活动大禹陵 绍兴
- 2003年11月 《装置展》中国美术学院 杭州
- 2004年2月  《雨转晴》艺术活动宝俶山 杭州
- 2004年3月  《格式化》展览 NO31艺术展示空间 杭州
- 2004年11月 《迷宫》2004 中国新媒体艺术节 中国美术学院 杭州
- 2005年3月  《双向阅读》摄影展方向画廊 杭州
- 2005年4月  《让一个念头被看到》现代美术馆 杭州
- 2005年4月  在科克市的TRISKEL艺术中心参加《TERMINAL》国际艺术家联展
- 2005年5月  《透明的盒子》展 SOHO现代城 北京
- 2005年5月  《体验与知觉》北京电影学院首届新媒体艺术节北影 北京
- 2005年  《FOLLOW ME》中国当代艺术展　《森》美术馆　日本东京
- 2005年6月  《土耳其录像节》《x画廊》伊斯坦布尔 土耳其
- 2005年  《首发展》（与艺术家大相合作）两万五千里文化展示中心—长征空间北京
- 2005年7月  《以身观心——中国行为艺术文献展》澳门
- 2005年8月  《规则可能》浙江省展览馆 杭州
- 2005年11月  27-30号在科克市举行名为《DETOURED弯道》展
- 2006年1月   举办《际遇》中爱两国艺术家影像作品及在欧洲文化节活动的纪录片放映活动，此活动为《影像百年祭》系列活动之一
- 2006年2月   在两万五千里文化展示中心——长征空间参加《长征资本》展览北京
- 2006年11月  第二届上海多伦青年美术大展上海
- 2007年7月  《交互中》2007届横滨新媒体艺术影像节 日本
- 2008年1月12日 参加介入艺术项目--《家庭美术馆计划》与艺术家何海合作 上海证大美术馆 上海
- 2009年7月10日 《理雅各的记忆之宫》与艺术家何海合作 ＤＥＶＥＲＯＮ　ＡＲＴ　英国
- 2010年5月 "visitor"international video art activity canakkale-Turkey
- 2010年10月 概念之酶 成都A4画廊 成都麓山
- 2011年9月 亚洲艺术三年展 与艺术家何海合作 曼彻斯特 英国
- 2011年10月 “我，文化”拼布公共空间互动计划 798艺术节 北京

## 策划项目
- 2004年 4月 《混凝土》展览 411画廊 杭州
- 2006年 3月 《抬头见喜——2006国际.杭州当代艺术个案展》凤山空间,方向画廊, commonplace 杭州
- 2006年 3月 《开门见喜——2006国际.杭州当代艺术个案展无锡巡展》北仓门艺术中心 无锡
- 2009年 《向厚看》 站台中国艺术机构 北京
- 2010年 《寄居蟹》 荔空间 北京
- 2010年 9月-10月 策划798艺术节主题展《作为全民教育的当代艺术》与艺术家何海合作 北京

## 出版图书
- 2003年 6月 《六月一日就这样开始了》
- 2003年 8月 《八月八日行》
- 2004年 2月 《雨转晴》
- 2004年 3月 《混凝土》
- 2005年 《替补》
- 2005年 《双向阅读》
- 2006年 3月 《抬头见喜》
- 2009年 《家庭美术馆计划》与何海合著
- 2010年 《理雅各的记忆之宫》

## 被出版或收录的作品
- 《江苏画刊》 江苏美术出版社
- 《透明的盒子》 著名策展人冯博一， 张蕾
- 《FOLLOW ME..》 (森 Mori ) 美术馆 东京 日本
- 《迁徙者的家园—— 从综合绘画到综合艺术教学十年》 中国美术学院出版社
- 《OBSESSION》 土耳其录像节图录 X 画廊 伊斯坦布尔 土耳其
- 《理雅各的记忆之宫》 DEVERON　ART机构收藏
- 作品《神州十九号宇航员》参加北京电影学院首届新媒体艺术节，获《VIDEO》奖  神州19号宇航员
- 作品《无敌剑》获横滨新媒体艺术影像节铜奖
- 作品《伤》 获横滨新媒体艺术影像节入围奖